# Peng Shimeng
Peng Shimeng (Yancheng, Jiangsu, China; 12 de mayo de 1998) es una futbolista china. Juega como guardameta y su equipo actual es el Jiangsu Suning  de la  Chinese Women's Super League de China.

## Clubes
| Club           | País  | Año             |
| -------------- | ----- | --------------- |
| Jiangsu Suning | China | 2017 - presente |